# Минарди, Джузеппе
Джузеппе Минарди (итал. Giuseppe Minardi; 18 марта 1928, Солароло, Эмилия-Романья — 21 января 2019, Фаэнца, Эмилия-Романья) — итальянский шоссейный велогонщик, выступавший на профессиональном уровне в период 1949—1958 годов. Победитель классической однодневной гонки «Джиро ди Ломбардия» (1952), победитель шести этапов супермногодневки «Джиро д’Италия», серебряный и бронзовый призёр чемпионата Италии.

## Биография
Джузеппе Минарди родился 18 марта 1928 года в коммуне Солароло, Италия.
Увлёкся шоссейным велоспортом в возрасте семи лет, уже в раннем детстве демонстрировал талант в этом виде спорта — побеждал практически во всех местных гонках, в которых принимал участие.
Первого серьёзного успеха добился в сезоне 1948 года, выиграв любительскую гонку «Коппа Сан Бернардино».
В 1949 году присоединился к итальянской профессиональной команде Legnano, в дебютном сезоне на профессиональном уровне выиграл гонки «Милан — Рапалло» и «Трофео Маттеотти».
В 1950 году стал восьмым на «Джиро ди Ломбардия», впервые проехал супермногодневку «Джиро д’Италия» — занял в генеральной классификации 55 место.
В 1951 году выиграл десятый этап «Джиро д’Италия», но затем сошёл с дистанции. Помимо этого, одержал победу на «Трофео Баракки» (совместно с Фьоренцо Маньи), был вторым на «Джиро ди Тоскана» и «Джиро ди Ломбардия», восьмым в групповой гонке профессионалов на домашнем чемпионате мира в Варесе.
Сезон 1952 года оказался одним из самых успешных в его спортивной карьере. Так, в это время он выиграл 15-й этап «Джиро д’Италия», став в генеральной классификации восемнадцатым, победил на «Джиро ди Ломбардия», «Джиро ди Кампания», «Тре Валли Варезине», стал серебряным призёром чемпионата Италии, уступив на финише только титулованному Джино Бартали. Также стал вторым на «Джиро дель Аппеннино», «Джиро дель Эмилия», «Трофео Баракки» (совместно с Лоретто Петруччи), «Милан — Сан-Ремо», третьим на «Джиро ди Романья». Закрыл десятку сильнейших на шоссейном мировом первенстве в Люксембурге.
В 1953 году в первый и единственный раз в карьере принял участие в «Тур де Франс», но сошёл уже на пятом этапе. На «Джиро д’Италия» этого года сумел выиграть шестой этап, после чего так же сошёл. Среди прочих достижений — победа на одном из этапов многодневной гонки «Рим — Неаполь — Рим», вторые места на «Милан — Сан-Ремо» и «Сассари — Кальяри».
В 1954 году на «Джиро д’Италия» в течение трёх дней владел розовой майкой лидера и стал победителем 21-го этапа, был лучшим на «Джиро ди Романья», взял бронзу на чемпионате Италии и на «Тре Валли Варезине».
В 1955 году выиграл 14-й этап «Джиро д’Италия», расположившись в генеральной классификации на 24 позиции. Одержал победу на «Трофео Маттеотти» и «Джиро дель Пьемонте», стал третьим на «Тре Валли Варезине». Добавил в послужной список награду серебряного достоинства, полученную в зачёте итальянского национального первенства — на сей раз уступил на финише только знаменитому Фаусто Коппи.
Начиная с 1956 года в течение трёх сезонов представлял команду Leo-Chlorodont. В это время в последний раз принял участие в «Джиро д’Италия» — выиграл третий (командная гонка с раздельным стартом) и пятый этапы. Также занял второе место на «Джиро ди Романья» и третье место на «Тре Валли Варезине». Завершил спортивную карьеру в 1958 году из-за проблем со здоровьем.
После смерти Вито Ортелли в феврале 2017 года Джузеппе Минарди являлся самым старым из ныне живущих велогонщиков, кто примерял на себя розовую майку «Джиро д’Италия».
Умер 21 января 2019 года в больнице города Фаэнца в возрасте 90 лет.